# Hair Zeqiri
Hair Zeqiri (ur. 11 października 1988 we Wlorze) – albański piłkarz, grający na pozycji pomocnika.

## Kariera klubowa
Veliu profesjonalną karierę rozpoczął w klubie Flamurtari Wlora, w którym, nie licząc rocznej przerwy na występy w tureckim Çaykur Rizespor,występuje do tej pory.

## Kariera reprezentacyjna
W reprezentacji Albanii zadebiutował 29 lutego 2012 roku w towarzyskim meczu przeciwko Gruzji. Na boisku pojawił się w 55 minucie meczu.
| Mecze i gole w reprezentacji | Mecze i gole w reprezentacji | Mecze i gole w reprezentacji | Mecze i gole w reprezentacji | Mecze i gole w reprezentacji | Mecze i gole w reprezentacji | Mecze i gole w reprezentacji |
| #                            | Data                         | Stadion                      | Rywal                        | Wynik                        | Gol                          | Rozgrywki                    |
| 2012                         | 2012                         | 2012                         | 2012                         | 2012                         | 2012                         | 2012                         |
| ---------------------------- | ---------------------------- | ---------------------------- | ---------------------------- | ---------------------------- | ---------------------------- | ---------------------------- |
| 1.                           | 29.02.2012                   | Tbilisi, Gruzja              | Gruzja                       | 1:2                          | 0                            | towarzyski                   |
| 2.                           | 22.05.2012                   | Madryt, Hiszpania            | Katar                        | 2:1                          | 0                            | towarzyski                   |
| 3.                           | 27.05.2012                   | Stambuł, Turcja              | Iran                         | 1:0                          | 0                            | towarzyski                   |
| 4.                           | 15.08.2012                   | Tirana, Albania              | Mołdawia                     | 0:0                          | 0                            | towarzyski                   |

## Sukcesy
Flamurtari
- Puchar Albanii: 2009